# Janowo (gmina Wierzbinek)
Janowo – osada w Polsce w województwie wielkopolskim, w powiecie konińskim, w gminie Wierzbinek. Do 31 grudnia 2016 część wsi Racięcin pod nazwą Janowo Racięckie.
W latach 1975–1998 miejscowość należała administracyjnie do województwa konińskiego.